# Besao
Besao es un municipio en la provincia de La Montaña en Filipinas. Conforme al censo del 2000, tiene 9,875 habitantes.

## Barangayes
Besao se divide administrativamente en 14 barangayes.
- Agawa
- Ambagiw
- Banguitan
- Besao East (Besao Proper)
- Besao West
- Catengan
- Gueday
- Lacmaan
- Laylaya
- Padangan
- Payeo
- Suquib
- Tamboan
- Kin-iway (Población)